# Stärkeether
Stärkeether sind Derivate der Stärke, die durch Veretherung von Hydroxygruppen der Glucose-Einheit entstehen.  Die Stärke hierfür wird meistens aus Kartoffeln, Mais oder Weizen gewonnen. Zwei Stärkeether werden heute als Lebensmittelzusatzstoff eingesetzt.

## Herstellung
Es gibt verschiedene Methoden, mithilfe derer Stärkeether synthetisiert werden könne. Dazu zählt neben der Anlagerung von Epoxiden, die Michael-Addition aktivierter Olefine und die Williamson-Synthese unter nucleophiler Substitution von Verbindungen mit aliphatisch gebundenem Halogen. Die Reaktionen laufen dabei im alkalischen Milieu ab. Hierbei wird keine vollständige Umsetzung der Stärke anvisiert, da die erwünschte Eigenschaft der Kaltwasserlöslichkeit bereits bei niedrigem Substitutionsgrad auftritt.
Als Veranschaulichung wird die polymeranaloge Reaktion der Hydroxypropylstärke aufgezeigt. Dabei reagiert alkalisch vorbehandelte Stärke mit Propylenoxid. Da bei dieser Reaktion nicht alle Hydroxygruppen reagieren, entstehen Gemische mit unterschiedlich hohem Substitutionsgrad. Auch der Substitutionsgrad der einzelnen Stärkebausteine innerhalb eines Polymers kann unterschiedlich hoch ausfallen.
Zur Gruppe der Stärkeether gehören neben den Hydroxypropylstärken folgende Derivate:
- Carboxymethylstärke wird durch die Umsetzung von alkalisch vorbehandelter Stärke mit Chloressigsäure hergestellt.[7]
- Hydroxyethylstärke wird durch die Umsetzung von alkalisch vorbehandelter Stärke mit Ethylenoxid hergestellt.[8]
- Allylstärke
- kationische Stärken

## Verwendung

### Lebensmittelzusatzstoff
Die Hydroxypropylstärke (E 1440) und das zu den Hydroxypropylstärken gehörende Hydroxypropyldistärkephosphat (E 1442) werden in der Lebensmittelindustrie als Lebensmittelzusatzstoffe verwendet. Dabei gehören sie zur Gruppe der modifizierten Stärken und fungieren hauptsächlich als Verdickungsmittel. Sie werden in Desserts wie Puddings, Salatsaucen, Tortenfüllungen und Fertigprodukte verwendet. Aufgrund der guten Gefrier-Tau-Stabilität werden sie auch bei der Herstellung von Tiefkühlprodukten verwendet.

### Papier- und Textilindustrie
Die Hydroxypropyl- und Hydroxyethylstärken werden in der Papier- und Textilindustrie in großem Maßstab eingesetzt.
Auch die kationischen Stärken werden in der Papierindustrie eingesetzt. Dort dient sie u. a. als Retentionsmittel und zur Trockenverfestigung.